# Golpe de Estado en Azerbaiyán de 1993
El golpe de Estado en Azerbaiyán de 1993, también conocido como levantamiento de Ganyá, ocurrió a mediados de ese año y fue perpetrado por milicias encabezadas por Suret Huseynov que depusieron a Abulfaz Elchibey y llevaron al poder a Heydar Aliyev.  

## Contexto
Para 1993, Azerbaiyán era un estado independiente bastante joven, siendo reconocido por la comunidad internacional desde finales de 1991. Tras independizarse de la Unión Soviética, se sumió en un intenso conflicto con Armenia por el control de Nagorno-Karabaj, territorio perteneciente a Azerbaiyán pero poblado por armenios. 
En mayo de 1992 había tenido lugar un golpe de Estado, que derrocó al Gobierno de Ayaz Mutallibov y estableció un régimen liberal que facilitó la elección en junio de 1992 de Abulfaz Elchibey como presidente democrático, siendo el primer líder no comunista del país.

## Los eventos de 1993
En 1993, Azerbaiyán se encontraba al borde una guerra civil debido a los desastres militares en la guerra contra Armenia. El presidente Elchibey envió de regreso a casa al comandante militar Suret Huseynov, debido a sus fracasos militares y su pedido de ayuda a Rusia, algo calificado por Elchibey como "Insubordinación". 
De regreso a su provincia natal, Huseynov armó una milicia (presumiblemente con apoyo del ejército ruso) y comenzó su "marcha hacia Bakú" desde la ciudad de Ganyá, frustrado por la que llamó "incompetencia" de Elchibey en la guerra. El 4 de junio de 1993 derrotó a las fuerzas enviadas para reprimir el alzamiento, causando una crisis política cuando sus tropas marchaban rápidamente hacia Bakú.
Mientras esto ocurría, Elchibey invitó a Heydar Aliyev, líder de Najicheván, exmiembro del Politburó y exviceprimer ministro de la Unión Soviética, para negociar con Huseynov el 9 de junio de 1993. Aliyev rápidamente tomó el poder y el 15 de junio se volvió presidente del Parlamento, además de aliarse con Huseynov y asegurar para este el cargo de primer ministro.
Abulfaz Ekchibey huyó de la capital y renunció el 18 de junio, posibilitando el nombramiento de Aliyev como presidente interino por parte de la Asamblea Nacional, el 24 de junio.
Heydar Aliyev sería finalmente elegido presidente de la República de Azerbaiyán en las elecciones presidenciales celebradas el 3 de octubre de 1993, asumiendo el 10 de octubre. Declaró que evitaría una guerra civil, recuperaría el terreno perdido en la guerra con Armenia, garantizaría la integridad territorial de Azerbaiyán y respetaría la libertad de expresión y los derechos humanos. Sin embargo, haría una advertencia respecto a una posible oposición política: "No quiero hacer uso de la fuerza, pero, al mismo tiempo, deben saber que el pluralismo y el debate político pueden continuar, los grupos armados no".

## Consecuencias
Aliyev aportó gran estabilidad política al país, permaneciendo como presidente desde 1993 hasta 2003, estableciendo un régimen autoritario marcado por el culto a la personalidad. Además, fomentó la inversión extranjera y reprimió la oposición política. A pesar de ser reelegido con aplastantes mayorías en 1998, los comicios fueron boicoteados por la oposición y calificados como "no limpios" por el Consejo de Europa. También llegó a una tregua con Armenia en 1994, pero sin resolver el conflicto de Nagorno Karabaj. Su estado de salud deterioró a partir de 1999 y en los comicios presidenciales de 2003 presentaría a su hijo Ilham Aliyev como candidato oficialista, convirtiéndose este en su sucesor. Heydar Aliyev fallecería en diciembre de 2003 .
Elchibey se había refugiado en Najicheván pero en 1997 regresó a Bakú e intentó retomar un papel política azerbaiyana. Sin embargo, sería encarcelado tras acusar a Aliyev de financiar al Partido Kurdo de los Trabajadores..
El primer ministro Huseynov fue destituido en 1994, acusado de intentar un golpe de Estado. Huseynov huyó a Rusia, pero regresaría a Azerbaiyán en 1996, para ser juzgado por intento de golpe de Estado, intento de asesinato contra el presidente, contrabando de armas, tráfico de drogas, motín y alta traición. La Corte Suprema de Azerbaiyán lo condenó a cadena perpetua en febrero de 1999, pero sería indultado en 2004.